# Мимица, Невен
Невен Мимица (хорв. Neven Mimica, род. 12 октября 1953) — хорватский политик и дипломат, с 1 ноября 2014 года занимающий должность европейского комиссара по международному сотрудничеству и развитию.

## Карьера
В 1976 году окончил экономический факультет Загребского университета. С 1978 по 1987 год работал в Комитете по внешним связям. С 1987 заступил на дипломатическую службу и занимал ряд должностей в посольствах Хорватии в Каире и Анкаре. В 1997 году Мимица был назначен на должность помощника министра экономики Хорватии, а также возглавил хорватскую делегацию по переговорам о вступлении страны в ВТО. В 2001—2003 годы был Министром по делам европейской интеграции в кабинете Ивицы Рачана.
В 2003, а затем в 2007 году, был избран в хорватский парламент в качестве представителя оппозиционной Социал-демократической партии. В январе 2008 года получил должность вице-спикера парламента, а также пост председателя парламентского комитета по европейской интеграции. С 23 декабря 2011 года является вице-премьером Правительства Хорватии, занимаясь вопросами внутренней, внешней и европейской политики. 1 июля 2013 года вступил на пост европейского комиссара по здравоохранению и потребительской политике, а с 1 ноября 2014 года является европейским комиссаром по международному сотрудничеству и развитию.